# Малахово (Новосергієвський район)
Мала́хово (рос. Малахово) — селище у складі Новосергієвського району Оренбурзької області, Росія.

## Населення
Населення — 175 осіб (2010; 178 у 2002).
Національний склад (станом на 2002 рік):
- росіяни — 50 %
- казахи — 38 %